# Mahamat Idriss Déby Itno
Mahamat Idriss Déby Itno (Massakory, 1 januari 1984), met als bijnaam Mahamat Kaka, is een Tsjadisch militair en staatsman.  Hij is een zoon van de voormalige president Idriss Déby en sinds diens dood in 2021 het staatshoofd van Tsjaad.

## Biografie
Mahamat Déby werd geboren in 1984. Zijn vader, Idriss Déby, was destijds opperbevelhebber van het Tsjadische leger en kwam eind 1990 aan de macht als president. Mahamat Déby volgde zijn militaire opleiding in Tsjaad en aan de militaire academie van Aix-en-Provence in Frankrijk. Hij is een viersterrengeneraal en werd in 2012 commandant van de presidentiële garde. Hij nam deel aan verschillende militaire campagnes, waaronder in 2009 de slag om Am Dam, in het oosten van Tsjaad, tegen Timan Erdimi, een neef van zijn vader. Ook nam hij in 2013 deel aan de Malinese burgeroorlog.
Op 20 april 2021 overleed zijn vader, waarna Mahamat Déby benoemd werd tot voorzitter van de Militaire Overgangsraad van Tsjaad. Daarmee werd hij de facto president van het land. In oktober 2022 werd hij officieel overgangspresident. Namens de Mouvement Patriotique de Salut (MPS), de partij die zijn vader in 1989 stichtte, stelde hij zich verkiesbaar voor de volgende presidentsverkiezingen, die in mei 2024 werden gehouden. Hij kreeg hierbij concurrentie van zittend premier Succès Masra en voormalig premier Albert Pahimi Padacké. Al in de eerste ronde kreeg Déby 61% van de stemmen, een absolute meerderheid waarmee een tweede ronde overbodig werd. Hij werd op 23 mei 2024 beëdigd als president.
- Bibliothèque nationale de France: cb181854232 (data)
- Gemeinsame Normdatei: 1286278686
- International Standard Name Identifier: 0000 0005 2395 1332
- Virtual International Authority File: 5398168172582848620001